# Phryganogryllacris mellii
Phryganogryllacris mellii är en insektsart som först beskrevs av Heinrich Hugo Karny 1926.  Phryganogryllacris mellii ingår i släktet Phryganogryllacris och familjen Gryllacrididae. Inga underarter finns listade i Catalogue of Life.